# Roberta Cowell
Roberta Elizabeth Marshall Cowell (8 de abril de 1918 - 11 de octubre de 2011) fue una piloto de carreras británica y piloto de combate de la Segunda Guerra Mundial. Fue la primera mujer trans británica conocida en someterse a una cirugía de reasignación de sexo.

## Biografía
Roberta Cowell nació el 8 de abril de 1918, siendo uno de los tres hijos del general de división Sir Ernest Marshall Cowell KBE CB (1886–1971) y de Dorothy Elizabeth Miller (1886–1962). Sir Ernest fue un destacado cirujano que sirvió en el Cuerpo Médico del Ejército Real durante la Primera Guerra Mundial y se convirtió en cirujano en la enfermería general de Croydon en la entreguerra y volvió a servir en el ejército durante la Segunda Guerra Mundial.
Roberta Cowell fue a la Whitgift School, una escuela pública para niños en Croydon, donde fue una entusiasta miembro del Motor Club de la escuela, junto con John Cunningham, que más tarde sería un famoso piloto de pruebas y un as de combate nocturno de la RAF. Hacia el final de sus días de escuela, visitó Bélgica, Alemania y Austria con un amigo de la escuela. En ese momento, uno de sus pasatiempos era la fotografía y el cine, y fue arrestada brevemente en Alemania por filmar una película de cine sobre un grupo de nazis haciendo ejercicios. Ella consiguió ser liberada al aceptar destruir la película, pero pudo sustituir el metraje que se destruyó por material de película no utilizado y así conservar el contenido original.
Cowell dejó la escuela a la edad de 16 años para unirse a General Aircraft Limited como aprendiz de ingeniero aeronáutico, pero pronto lo abandonó para unirse a la Royal Air Force, convirtiéndose en piloto oficial interino en periodo de prueba el 4 de agosto de 1936; Cowell comenzó a formarse como piloto, pero fue dada de baja debido a qué se mareaba.
En 1936, Cowell comenzó a estudiar ingeniería en el University College London. También en ese año, comenzó a competir en automovilismo, ganando su posición en el Land's End Speed Trial en un Riley. Inicialmente fue adquiriendo experiencia en el deporte escabulléndose en el área donde se realizaba el mantenimiento de los vehículos en el circuito de carreras de Brooklands, vistiendo un mono de mecánico y ofreciendo ayuda a cualquier conductor o mecánico que lo quisiera. En 1939, poseía tres vehículos y había competido en el Gran Premio de Amberes de 1939.

## Segunda Guerra Mundial

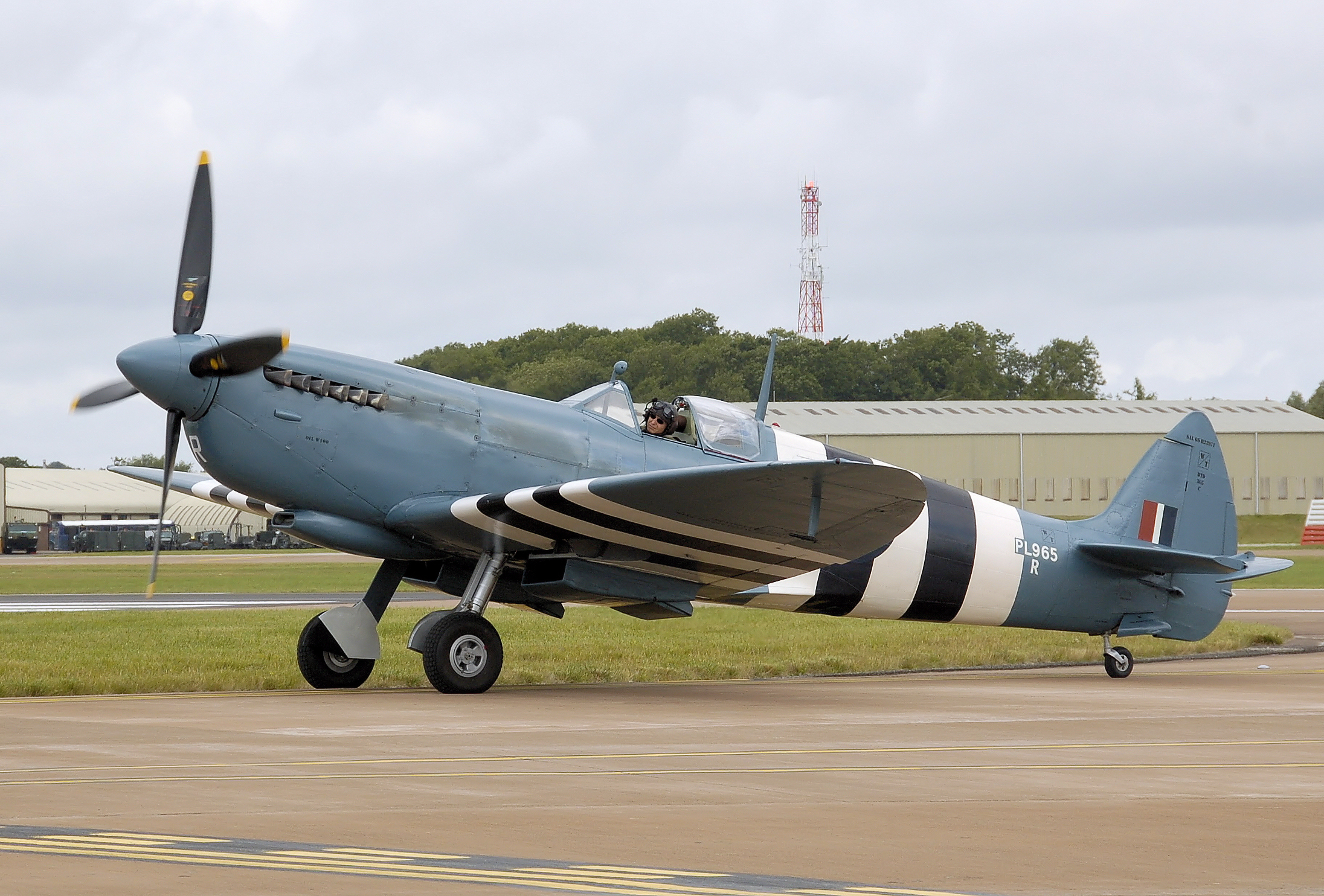
Un Spitfire PR conservado de reconocimiento fotográfico. XI (2008)

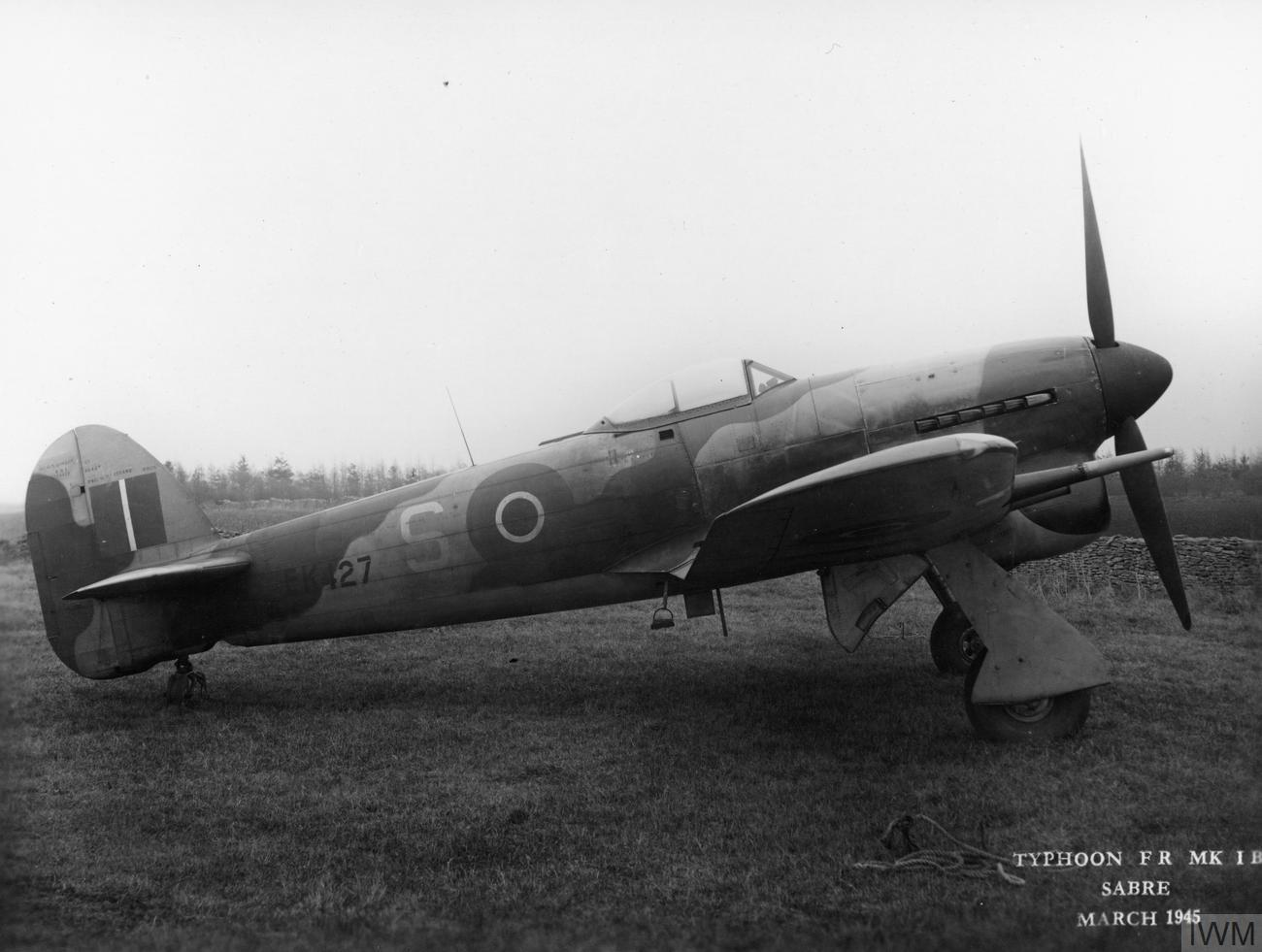
Hawker Typhoon FR IB, número EK427; este avión fue volado por 4 Squadron (marzo de 1945)

El 28 de diciembre de 1940, Cowell fue enviado al Royal Army Service Corps como segundo teniente, y en junio de 1941, se casó con Diana Margaret Zelma Carpenter (1917–2006), que también había estudiado ingeniería. en UCL con un interés en las carreras de motor. Cowell sirvió en Islandia antes de pasar del Ejército a la RAF el 24 de enero de 1942 con el rango de oficial piloto (temporal). Tenía licencia como piloto privado desde antes de la guerra y completó el entrenamiento de vuelo de la RAF en RAF Ansty.
Cowell realizó una gira con un escuadrón Spitfire de primera línea y luego trabajó brevemente como instructora. Para junio de 1944, volaba con el 4.º Escuadrón de la RAF, un escuadrón asignado a la tarea de reconocimiento aéreo. Durante el transcurso de la guerra, el escuadrón había volado en una variedad de tipos de aviones, pero a mediados de 1944 volaba el Spitfire PR. XI, una versión desarmada y equipada con cámara del Supermarine Spitfire. Poco antes de los aterrizajes del Día D, el 4 de junio de 1944, tuvo suerte cuando el sistema de oxígeno de su Spitfire falló a 31 000 pies (9448,8 m) sobre Fruges, Francia. Se desmayó, pero la aeronave siguió volando por sí sola durante aproximadamente una hora sobre la Francia ocupada por los alemanes mientras estaba bajo fuego antiaéreo alemán. Recuperó la semiinconsciencia a baja altura y pudo volar de regreso a la base del escuadrón en la RAF Gatwick.
En octubre de 1944, el 4.º Escuadrón tenía su base en Deurne, Bélgica, en las afueras de Amberes, y sus Spitfires se complementaron con una asignación de Hawker Typhoon FR IB, una versión de reconocimiento fotográfico del cazabombardero Hawker Typhoon. El 18 de noviembre de 1944, Cowell estaba pilotando uno de un par de Typhoons en una salida de bajo nivel cerca deBocholt, Alemania. Al sureste de Kessel, Cowell atacó objetivos en tierra, pero el motor de su avión quedó averiado y el ala agujereada por el fuego antiaéreo alemán. Cowell volaba demasiado bajo para rescatar y, en cambio, se deshizo del dosel de la cabina y planeó su Typhoon hasta un aterrizaje forzoso exitoso. Pudo contactar a su compañero por radio y confirmar que estaba ilesa antes de ser capturada por las tropas alemanas. Cowell hizo dos intentos de fuga, razonando que las posibilidades de éxito eran mayores si el intento se hacía rápidamente, mientras aún estaba cerca de la línea del frente. Sin embargo, los intentos fracasaron y fue llevada más adentro de Alemania, pasando varias semanas en confinamiento solitario en un centro de interrogación para tripulaciones aéreas aliadas capturadas, antes de ser trasladada al campo de prisioneros de guerra Stalag Luft I.
Cowell permaneció prisionero durante unos cinco meses, ocupando el tiempo dando clases de ingeniería automotriz a sus compañeros de prisión. En su biografía, describe el comportamiento sexual situacional que muestran algunos de los prisioneros aliados del campo y su incomodidad al recibir proposiciones de prisioneros que asumieron que ella también quería participar en esto. Le ofrecieron el papel de mujer en una producción teatral del campo, pero lo rechazó porque pensó que eso la haría parecer homosexual a los ojos de otros presos. Hacia el final de la guerra, la comida escaseaba en el campamento; Cowell perdió unos 23 kg de peso, y luego describió que llegó a matar a los gatos del campamento y a comérselos crudos debido al hambre.
En abril de 1945, se aproximaba el Ejército Rojo. La intención alemana inicial era evacuar el campo, pero los prisioneros se negaron a irse. Después de negociaciones entre el oficial superior estadounidense y el Kommandant, los alemanes que custodiaban Stalag Luft I lo abandonaron y se fueron hacia el oeste, dejando atrás a los prisioneros. El campamento desprotegido y sin defensas fue alcanzado por el Ejército Rojo en la noche del 30 de abril de 1945. El personal de la Commonwealth regresó al Reino Unido unas dos semanas después, entre el 12 y el 14 de mayo, en aviones de las Fuerzas Aéreas del Ejército de los Estados Unidos.

## Vida de posguerra
Después de la desmovilización, Cowell participó en una serie de empresas comerciales hasta que, en 1946, fundó un equipo de carreras de motor y compitió en eventos en toda Europa, incluidos los Brighton Speed Trials y el Grand Prix en Rouen-Les-Essarts.
Sin embargo, su autobiografía describe este como un momento de gran angustia. También tuvo un recuerdo traumático al ver la película Mine Own Executioner, en la que el héroe es derribado por fuego antiaéreo mientras volaba un Spitfire.
En 1948, Cowell se separó de su esposa y, estando deprimida, buscó a un destacado psiquiatra freudiano de la época, pero no le satisfizo la ayuda que le ofreció. Las sesiones con un segundo psiquiatra freudiano, descrito en su biografía tan sólo como un hombre escocés con un enfoque menos ortodoxo de su profesión, revelaron gradualmente, en sus propias palabras, que su "mente inconsciente era predominantemente femenina" y "el lado femenino de mi naturaleza, que durante toda mi vida había conocido y severamente reprimido, era más fundamental y arraigado de lo que había supuesto".

## Transición y cirugía
Para 1950, Cowell tomaba grandes dosis de estrógeno, pero aún vivía como un hombre. Se había familiarizado con Michael Dillon, un médico británico que fue el primer hombre trans en hacerse una faloplastia, tras leer su volumen de 1946 Self: A Study in Endocrinology and Ethics. Este trabajo proponía que los individuos debían tener derecho a cambiar de género, a tener el tipo de cuerpo que deseaban. Los dos desarrollaron una estrecha amistad. Posteriormente, Dillon realizó una orquiectomía inguinal en Cowell. Era necesario mantenerlo en secreto, ya que el procedimiento era entonces ilegal en el Reino Unido bajo las llamadas leyes de "caos" y ningún cirujano aceptaría realizarlo abiertamente.
Más adelante Cowell se presentó a un ginecólogo privado de Harley Street y pudo obtener de él un documento que declaraba que era intersexual. Esto le permitió obtener un nuevo certificado de nacimiento emitido con su sexo registrado cambiado a femenino. Se sometió a una vaginoplastia el 15 de mayo de 1951. La operación fue realizada por Sir Harold Gillies, ampliamente considerado el padre de la cirugía plástica, con la asistencia del cirujano estadounidense Ralph Millard. Gillies había operado a Michael Dillon, pero la vaginoplastia era entonces un procedimiento completamente nuevo, que Gillies tan solo había realizado experimentalmente en un cadáver.[cita requerida] El nombre de su certificado de nacimiento se cambió el 17 de mayo de ese año.

## Vida posterior
Para 1954, sus dos empresas comerciales, una empresa de ingeniería de vehículos de carrera (Leacroft of Egham) y una empresa de ropa, habían dejado de operar y su cambio de género legal le impedía continuar con las carreras del Gran Premio. Sin embargo, en marzo de 1954, salió a la luz la noticia de su cambio de género, lo que generó interés público en todo el mundo. En el Reino Unido, su historia se publicó en la revista Picture Post y Cowell recibió unos honorarios de alrededor de £ 8.000 de la revista.  La biografía de Cowell se publicó poco después, ganando otras 1.500 libras esterlinas.
En los Estados Unidos, la sensación generalizada causada por las noticias sobre Christine Jorgensen en 1952 había dado a conocer al público estadounidense en el concepto de cambio de sexo, y la prensa siguió publicando un flujo constante de historias sobre otras personas que lo habían hecho, en su mayoría mujeres trans que habían realizado la transición de hombre a mujer. Dichos informes tendían a fusionar los conceptos no relacionados de orientación sexual e identidad de género, por lo que la transexualidad se asociaba estrechamente en la mente del público con la homosexualidad masculina (durante aquel período, altamente tabú) y el afeminamiento entre los hombres. En consecuencia, la historia de Cowell parecía confusa, ya iba en contra de esa narrativa. Su matrimonio, la crianza de sus hijos, su servicio de combate en tiempos de guerra y su asociación con el automovilismo eran, en aquel período, percibidos como fuertes marcadores de masculinidad heterosexual; estos aspectos de su vida fueron objeto de numerosos artículos de prensa.
Continuó activa en el automovilismo y atrajo cierta publicidad por ganar el Shelsley Walsh Speed Hill Climb de 1957. En noviembre de 1958, adquirió un ex-RAF un de Havilland Mosquito (número TK-655, registro civil G-AOSS ). Su intención era utilizar el avión para un vuelo récord sobre el Atlántico Sur. Sin embargo, el proyecto fracasó debido a la falta de motores adecuados y en 1958 se declaró en quiebra con deudas por un total de £ 12.580. En 1959, el G-AOSS era un casco abandonado y sus restos fueron desguazados en 1960.
Sus dificultades financieras continuaron, ya que le resultaba difícil conseguir un empleo. En años posteriores, abandonó en gran medida la atención del público. Sin embargo, todavía era una figura activa en el automovilismo británico en la década de 1970. También siguió volando y para entonces había registrado más de 1.600 horas como piloto.
Una breve entrevista con el periodista de Sunday Times Michael Bateman apareció en marzo de 1972, cuando estaba trabajando en una segunda biografía (inédita). En la entrevista, afirmaba que era una persona intersexual con el síndrome masculino de anomalía cromosómica XX y que esa condición justificaba su transición. También habló en términos despectivos de aquellas personas con cromosomas XY que también se habían sometido a la reasignación de género de hombre a mujer, diciendo: "Las personas que me han seguido a menudo han sido aquellas con cromosomas masculinos, XY. Así que han sido personas normales que se han convertido en monstruos por medio de la operación".
En la década de 1990, Cowell se mudó a un alojamiento protegido en Hampton, Londres, aunque siguió teniendo y conduciendo vehículos grandes y potentes. Murió el 11 de octubre de 2011. A su funeral asistieron tan solo seis personas y (siguiendo sus instrucciones) no se hizo público; su muerte no se conoció públicamente hasta dos años después, cuando se publicó un perfil de ella en el periódico The Independent en octubre de 2013. The New York Times publicó el obituario de Cowell el 5 de junio de 2020.